# Federico di Fürstenberg-Heiligenberg
Federico di Fürstenberg-Heiligenberg, indicato anche col nome di Federico IV (9 maggio 1563 – 8 agosto 1617), fu conte di Fürstenberg-Heiligenberg dal 1598 al 1617.

## Biografia

### Infanzia
Federico era figlio del conte Gioacchino di Fürstenberg-Heiligenberg e di sua moglie, la contessa Anna di Zimmern-Mösskirch.

### Conte di Fürstenberg-Heiligenberg
Alla morte del padre, nel 1598, gli succedette come Conte di Fürstenberg-Heiligenberg.

### Morte
Alla sua morte, dopo un ventennio di governo, gli succedette il figlio primogenito, Guglielmo, che però morì dopo un solo anno di regno, cedendo il posto al figlio maschio terzogenito di Federico, Ernesto Egon, dal momento che il secondogenito Gioacchino Alvise gli era premorto nel 1617.

## Matrimonio e figli
Federico, il 10 settembre 1584, sposò Elisabetta di Sulz (n.1563), dalla quale ebbe i seguenti eredi:
- Guglielmo (1586-1618), sposò la Baronessa Anna Benigna Popel von Lobkowicz
- Gioacchino Alvise (1587-1617)
- Ernesto Egon (1588-1635), sposò la Contessa Anna Maria di Hohenzollern-Hechingen
- Giacomo Luigi (1592-1627), sposò Elena Eleonora di Schwendi
- Anna Barbara (1594-1597)
- Elisabetta (1595-1602)
- Maria Giovanna (1597-morta in giovane età)

| Controllo di autorità | VIAF (EN) 50283515 · CERL cnp00499748 · GND (DE) 12858582X |